# Ужгородський кафедральний собор
Ужгородський Хрестовоздвиженський греко-католицький катедральний  собор — головний греко-католицький храм міста Ужгород і резиденція мукачівських єпископів. Храм приурочений Воздвиженню Хреста, пам'ятка архітектури національного значення (№ 164)

## Історична довідка
Закладка собору відбулася у 1640 році. Дарчу грамоту на велику ділянку Замкової гори видав тодішній ужгородський господар — граф Іван Другет. У 1644 році будівництво було майже закінчене, але цьому перешкодила війна між Трансільванією та Австрією.
Під час війни нові будівлі (колегія-школи — нинішня єпископська резиденція і храм) були пошкоджені, і тільки в 1646 році будівництво собору завершилося, після цього сюди була переведена єзуїтська колегія з міста Гуменного (Словаччина) — родинного маєтку графів Другетів. Собор спочатку слугував як храм для єзуїтського монастиря, який був у будинку резиденції єпископа.
1 квітня 1770 р. генеральний вікарій Андрій (Бачинський) (1732—1809) на аудієнції у імператриці Марії-Терезії домігся усамостійнення Мукачівської єпархії. Імператриця звернулася до Папи Римського Климента XIV з відповідним поданням. Остаточне оформлення єпархії відбулося 19 вересня 1771 року. 1772  р. Андрія Бачинського з посади дорогського пароха і генерального вікарія призначено главою Мукачівської єпархії, якою він керував 36 років.
У 1773 р. Папа Климент XIV скасував орден єзуїтів, а в 1775 році австрійська імператриця Марія-Терезія видала грамоту, за якою будова єзуїтського монастиря і храм при ньому передавалися Мукачівській греко-католицькій єпархії, яку в той час очолював єпископ Бачинський. Єпископ перебудував храм відповідно до вимог східного обряду і збудував ще каплицю Успіння Богородиці. Роботи були завершені у 1779 році — у церкві спорудили іконостас, встановили лави для віруючих, місця для каноніків (зліва і справа перед вівтарем) та єпископа (справа). 15 жовтня 1780 року собор було освячено, про що свідчить напис латинською мовою на меморіальній дошці під порталом собору.
1858 року єпископ Василь Попович (1796—1864) здійснив ґрунтовне оновлення інтер'єру храму: було перебудувано іконостас у бароковому стилі, розмальовано склепіння і стіни, на стіни були нанесені мармурові арабески. Велику роль в оновленні церкви відіграв єпархіальний художник Фердинанд Видра (1815—1879), який зокрема намалював на стелі великий образ «Воздвиження Чесного Хреста Господня»[джерело не вказане 2211 днів].
Наступне оновлення собору відбулося за часів єпископа Івана Пастелія (1826—1891). Архітектор Лука Фабрі оформив храм у новокласичному стилі поєднаному з необарочними тенденціями та добудував перед входом чудовий портик з чотирма корінфськими колонами. Роботи були закінчені у 1877 році, а на наступний рік на одній з веж встановили годинник. У такому стилі пам'ятка збереглася і до сьогодні: дві восьмигранні триярусні вежі — у лівій дзвін «Іван» з вагою 1т, у правій з вагою 3т, чотириколонний портик на високому цоколі, до порталу прибудовані сходи з червоного мармуру.
У 1903 р. єпископ Юлій Фірцак (1836—1912) відремонтував храм, перекрив дах, а також відновив каплицю. 1927 року оновлення каплиці зробив єпископ Петро Гебей (1864—1931). Розпис у ній виконав український живописець Йосип Бокшай. Він також розмалював стелю і стіни каплиці на замовлення єпископа Олександра Стойки (1890—1943).
16 лютого 1949 радянська влада конфіскувала собор і передала його православній конфесії. У кінці 80-х у храмі був зроблений ремонт, а 1991 р. його повернули греко-католицькій громаді. Фасад храму щедро оформлений архітектурними прикрасами.
Від часу заснування собору у його підземеллях, у крипті, ховали мукачівських владик, зокрема, Андрія Бачинського (1732—1809), Олексія Повчія (???- 1831), Василя Поповича (1796—1864). Останнім був похований мукачівський єпископ Теодор Ромжа (1911—1947), якого папа Іван Павло II під час відвідин України у 2001 році проголосив Блаженним.

## Архітектура собору
Інтер'єр собору оформлений у стилі рококо. Кафедральний собор зазнав значних руйнувань під час війни угорського народу проти панування Габсбургів у 1703—1711 роках, але вже в 1718 році в ньому велася Служба Божа.
Важливе місце у загальному вигляді собору посідає чотириколонний портик коринфського ордеру. Центральна нава перекрита напів-циркульним склепінням.
Собор побудований з цегли, його головний фасад увінчаний трикутним фронтоном, до якого примикають восьмигранні триярусні вежі з курантами. Спочатку дзвіниці собору були дерев'яними, однак у 1812 одна з них була майже повністю зруйнована бурею. Для симетрії знесли і другу, а 1814 року вежі відновили.
У лівій башті встановлений величезний дзвін «Іван» вагою 8 тонн, а в правій — три дзвони — Петро,Микола та Марія.До порталу прибудували сходинки з червоного мармуру. З обох боків центрального входу встановлені таблички з написами церковнослов'янською мовою: «Хрест — краса церквам, вірним твердження, нечистим смерть» і «Хрест — охоронець світу, царям держава, ангелам слава». Тоді ж на обох дзвіницях з'явився годинник з курантами, їх за власні гроші купив у Відні і подарував храмові Августин Єнковський.
Сучасне планування собору, його побудову та внутрішнє оздоблення виконали закарпатські та ужгородські майстри. Розпис всередині собору на початку XX століття в стилі пізнього бароко був виконаний художником Йосипом Бокшаєм (1891—1975). Частково збереглися фрагменти автентичного малюнку XVIII століття.
Для незрячих туристів в ужгородському пасажі Баті встановлено бронзовий макет храму.

## Поховання
За практикою в соборі хоронили єпископів, останнє поховання відбулося в листопаді 1947 року після вбивства єпископа (блаженного) Теодора Ромжі. Після цього Радянська влада оголосила про ліквідацію єпархії і передачу майна російській православній церкві, в тому числі — Собор. Після відновлення МГКЄ Собор повернуто єпархії і у процесі досліджень підвалів виявлено останки блаженного Теодора, які вже вважали втраченими, як і багатьох інших священиків, які постраждали за віру і були знищені радянською владою.

## Галерея

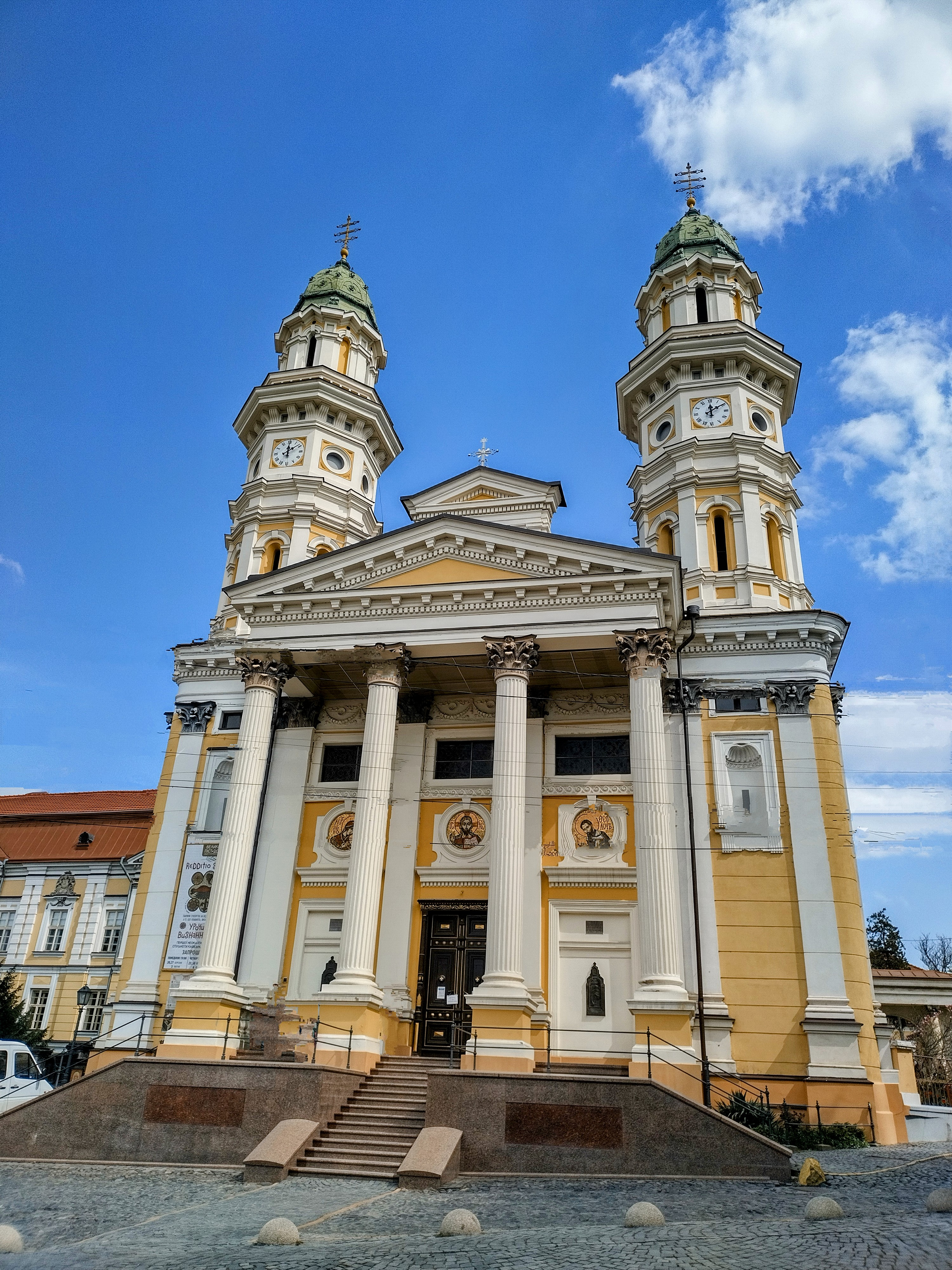
Головний фасад (2023 р.)
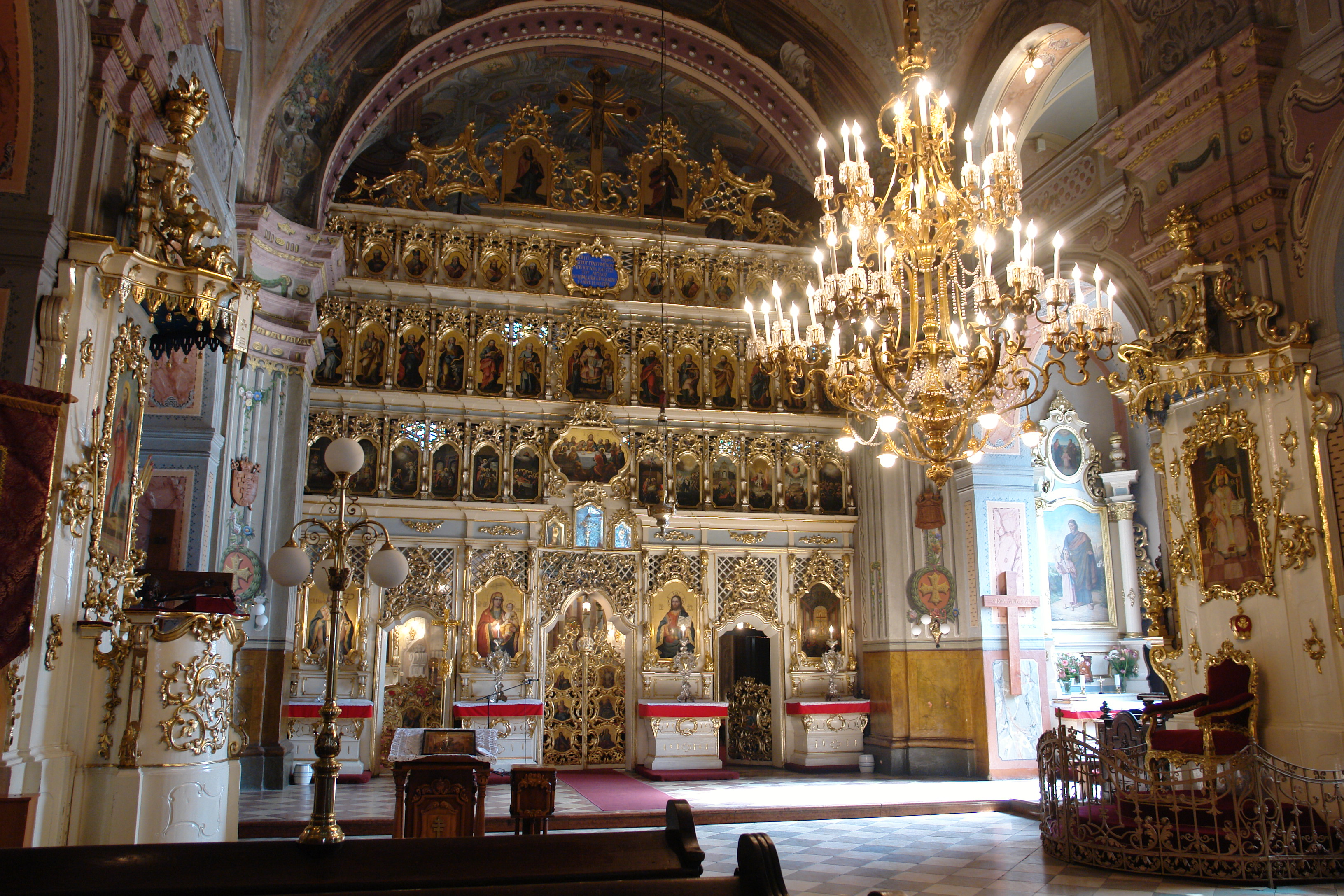
Іконостас
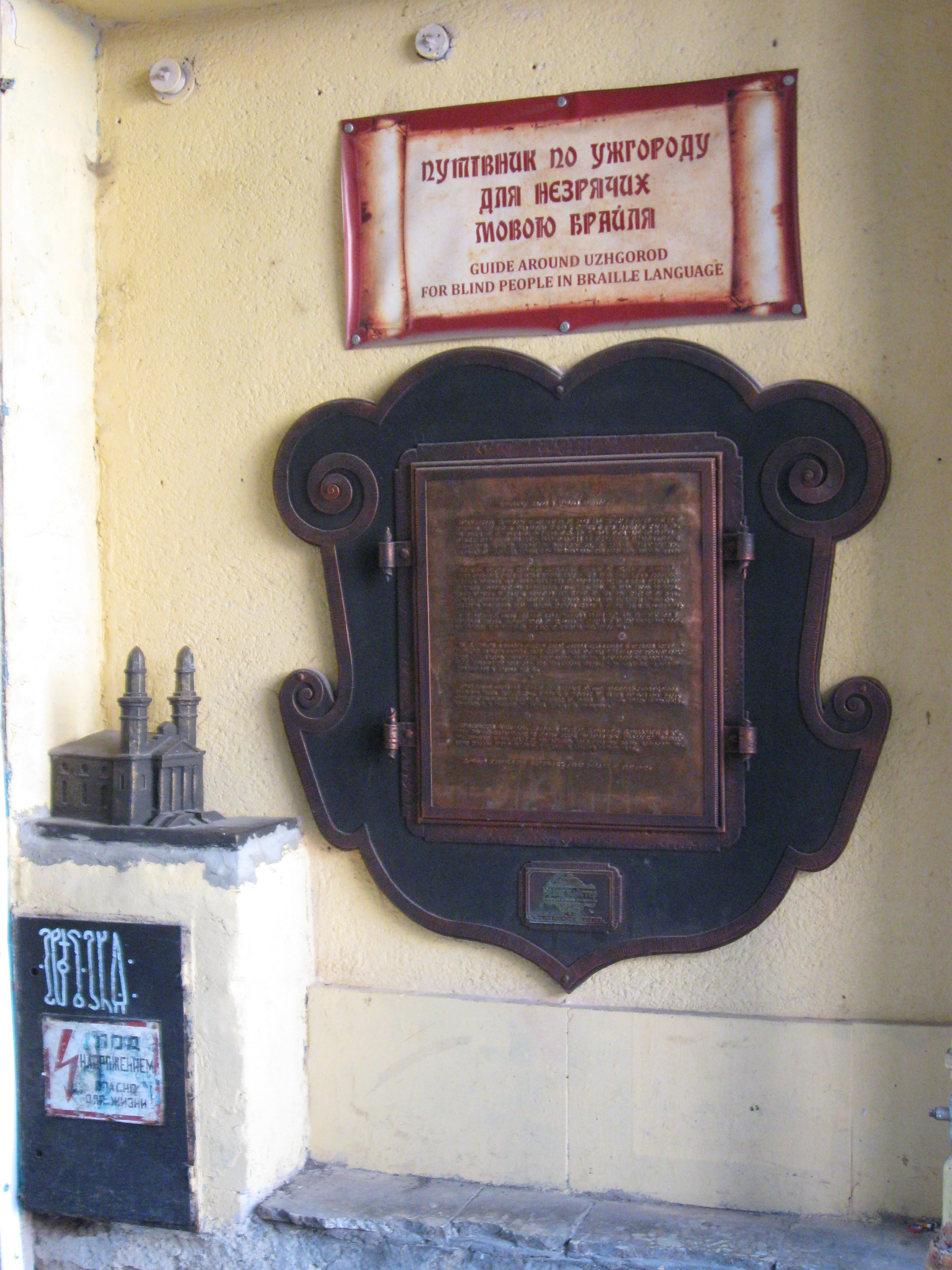
Макет собору та плита-путівник по Ужгороду, написана мовою Брайля. Пасаж.
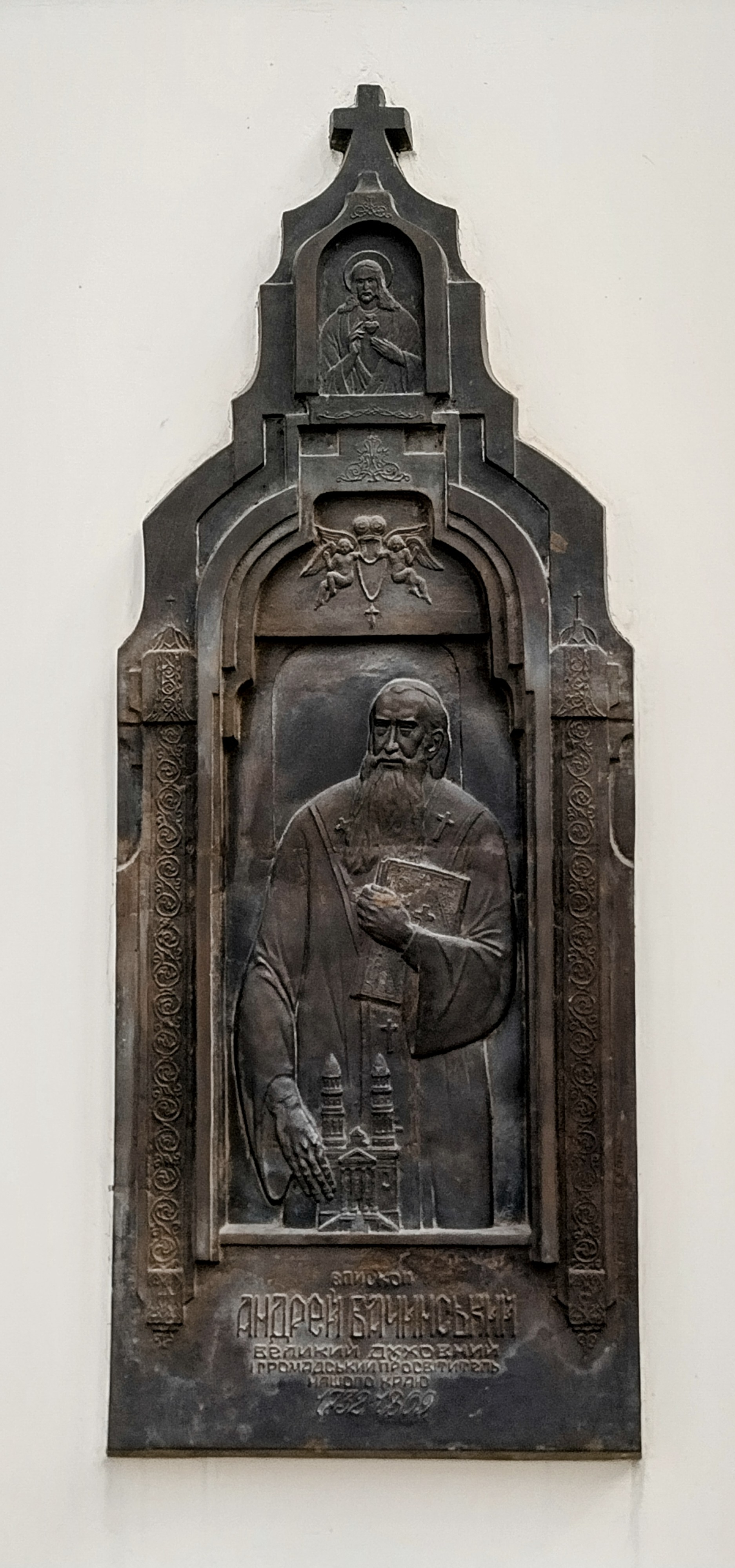
Меморіальна таблиця Андрію Бачинському на фасаді собору